# Моисеев, Александр Иванович (генерал-лейтенант)
Александр Иванович Моисеев (1868—1918) — кораблестроитель, строитель судов различного ранга и класса для Российского императорского флота, организатор судостроительной промышленности, начальник Императорского Адмиралтейского судостроительного завода, управляющий объединённых Балтийского и Адмиралтейского заводов, генерал-лейтенант Корпуса корабельных инженеров.

## Биография
Моисеев Александр Иванович родился 20 октября 1868 года в Санкт-Петербурге в семье унтер-офицера.
В 1887 году поступил и в 1890 году окончил кораблестроительное отделение Технического училища Морского ведомства в Кронштадте. Был произведён в младшие помощники судостроителя Корпуса корабельных инженеров и прикомандирован к Санкт-Петербургскому порту.
Проходил службу на судостроительных заводах Санкт-Петербурга. В 1890—1893 годах в должности помощника наблюдающего на Балтийском заводе участвовал при постройке канонерской лодки «Отважный», в 1894 году помощником строителя при строительстве эскадренных броненосцев «Севастополь» и «Петропавловск» на Галерном островке. В том же году был наблюдающим за строительством в Новом Адмиралтействе броненосца береговой обороны «Генерал-адмирал Апраксин» (строитель Д. В. Скворцов) и эскадренного броненосца «Полтава» (строители — корабельные инженеры Н. И. Янковский и И. Е. Леонтьев).

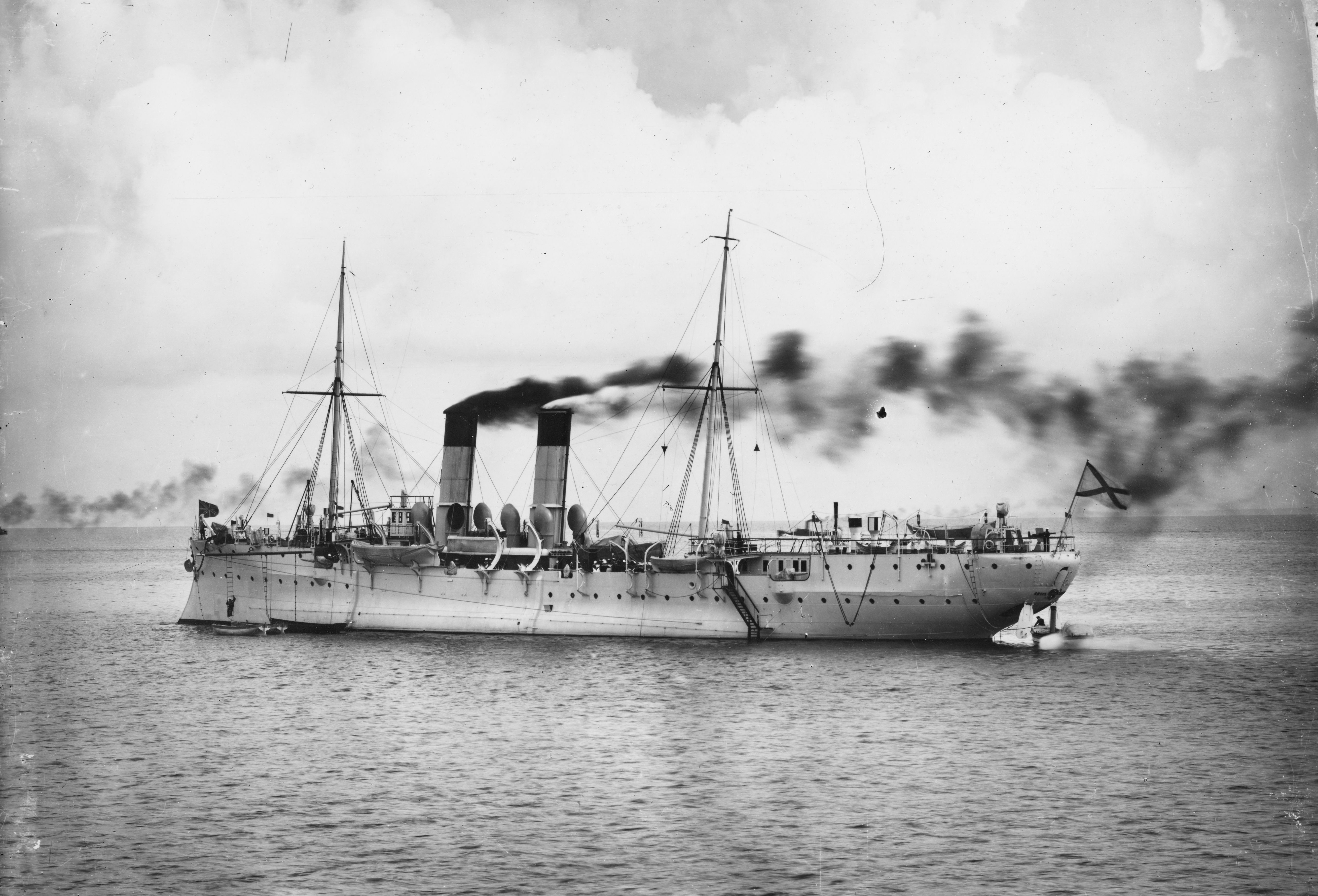
Минный заградитель «Амур»

В 1896 году Моисеев был наблюдающим за достройкой броненосного крейсера «Россия» сначала на Балтийском заводе, затем в Кронштадте и Либаве, на этом корабле участвовал в заграничном плавании с заходом в 1887 году в Англию.
В ноябре 1897 года произведён в чин старшего помощника судостроителя. В 1898 году переведён на Балтийский завод. Служил помощником строителя при постройке эскадренного броненосца «Пересвет», затем производил расчёты весовых нагрузок и остойчивости минных транспортов «Амур» и «Енисей» и с марта 1898 до 1902 года был строителем обоих кораблей.

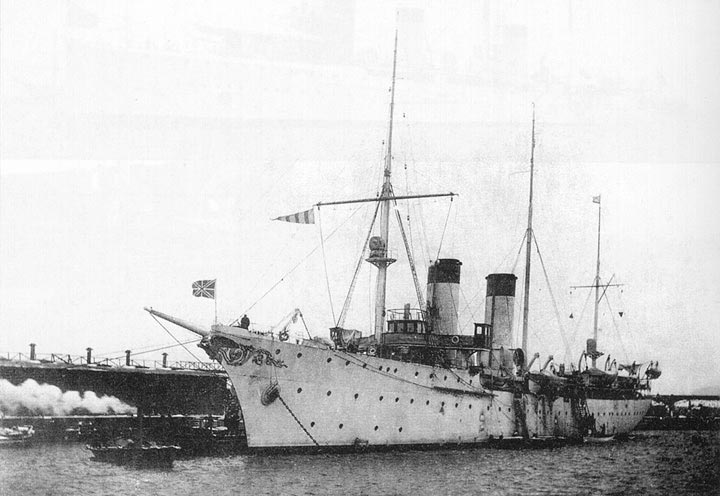
Крейсер «Алмаз»

12 сентября 1902 года на Балтийском заводе заложил крейсер 2 ранга «Алмаз». Морской технический комитет планировал построить полноценный крейсер 2-го ранга (типа «Новик» или по проекту адмирала С. О. Макарова), но выяснилось, что нужная документация отсутствует. Поскольку Балтийский завод уже начал подготовку к строительству, то было решено вместо боевого корабля заложить «посыльное судно для Тихого океана» (фактически, яхту для наместника на Дальнем Востоке адмирала Е. И. Алексеева). Корабль был построен и спущен на воду 20 мая 1903 года. С началом Русско-японской войны «Алмаз» был переведён на Тихий океан. Участвовал в Цусимском сражении, и был единственным из крейсеров, который прорвался во Владивосток.
С 1 ноября 1904 года Моисеев проводил достройку эскадренных броненосцев «Император Александр III» (спущен на воду 3 августа 1901 года, введён в эксплуатацию 12 октября 1903 года) и «Слава» (спущен на воду 29 августа 1903 года, введен в эксплуатацию 12 июня 1905 года) в Кронштадте.
В 1904 году за отличие произведён в младшие судостроители. В 1905—1910 годах работал в Кронштадте в качестве строителя от Балтийского завода, занимался ремонтом, модернизацией и перестройкой кораблей Балтийского флота эскадренных броненосцев «Цесаревич» и «Слава», крейсеров «Богатырь», «Алмаз», «Россия», «Олег», «Дон», «Аврора» и «Диана», транспортов «Волга» и «Самоед», учебного судна «Океан», минных крейсеров и подводных лодок. В 1907 году произведён в полковники Корпуса корабельных инженеров. В конце 1909 — начале 1910 годов осуществлял общее наблюдение за постройкой новых минных заградителей «Амур» и «Енисей».
2 августа 1910 года был назначен начальником Императорского Адмиралтейского судостроительного завода, сменил на этой должности генерал-лейтенанта П. Е. Черниговского умершего в июле 1910 года. В 1911 году произведён в генерал-майоры. С 19 января 1914 года, после объединения Балтийского и Адмиралтейского заводов, стал управляющим нового предприятия.
22 марта 1915 года произведён в генерал-лейтенанты Корпуса корабельных инженеров за отличную ревностную службу и особые труды, вызванные обстановкой войны со старшинством.
7 марта 1917 года, после февральской революции, был «уволен со службы с мундиром и пенсией». В 1917 году был арестован. По косвенным доказательствам был расстрелян, по другим данным — в августе 1918 года был казнён большевиками потоплением в Финском заливе на барже землечерпательного каравана.

## Семья
Александр Иванович Моисеев был женат на Екатерине Александровне Минаевой. У них родилось четверо детей. Старший сын Алексей родился в 1889 году. Средний сын Павел родился 28 декабря 1894 года, окончил Морской корпус в 1914 году, стал морским офицером, 6 ноября 1914 году произведён в мичманы, служил на Балтике. Младший сын Александр, 1901 года рождения, был заключён в Петропавловскую крепость вместе с отцом, но выпущен через некоторое время в связи с несовершеннолетием. Дочь Евгения умерла в 1900 году.

## Награды
- орден Святой Анны 3 степени (1899);
- орден Святого Станислава 2 степени (1903);
- орден Святой Анны 2 степени (1907);
- орден Святого Владимира 3 степени (1911);
- орден Святого Станислава 1 степени (1913);
- орден Святой Анны 1 степени (30 июля 1915).
- светло-бронзовая медаль «В память 300-летия царствования дома Романовых» (1913);
- светло-бронзовая медаль «В память 200-летия морского сражения при Гангуте» (1915);
- другие медали[2].